# Lac Jūsan
Le lac Jūsan (十三湖, Jūsan-ko) est un lac du Japon situé à Goshogawara dans la préfecture d'Aomori.

## Situation géographique

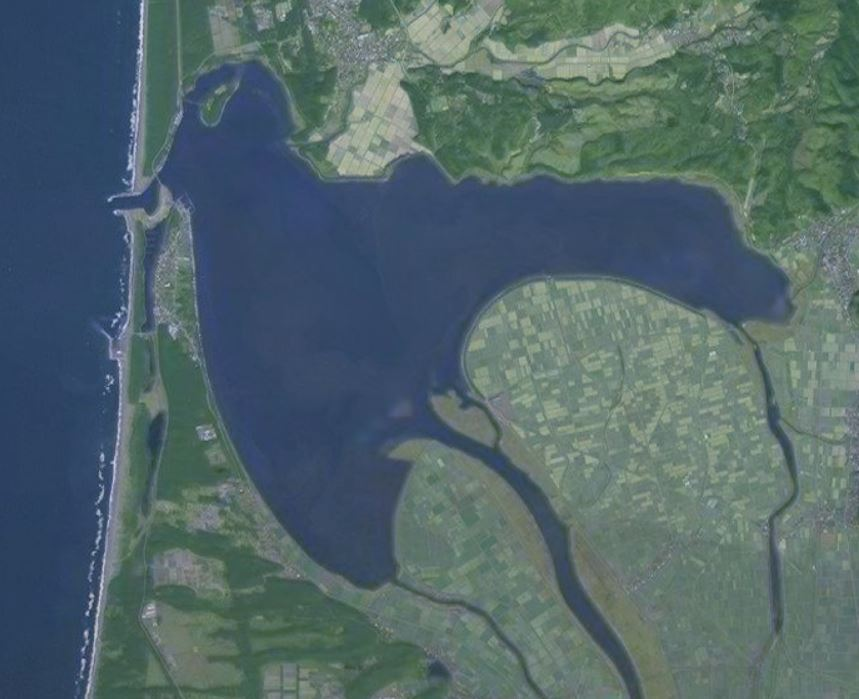
Vue aérienne du lac Jūsan.

Le lac Jūsan, d'une circonférence de 31,4 km et d'une superficie de 17,82 km2, est entièrement situé à Goshogawara dans l'ouest de la péninsule de Tsugaru (préfecture d'Aomori). Intégré au parc quasi national de Tsugaru, c'est un lac d'eau saumâtre alimenté au sud-est par plusieurs cours d'eau dont le fleuve Iwaki et qui s'ouvre au nord-ouest sur la mer du Japon.

## Toponymie
L'origine du nom du lac n'est pas clairement établie ; plusieurs hypothèses existent. L'une d'entre elles affirme que le nom du lac est d'origine aïnoue, une autre qu'autrefois le lac aurait été alimenté par treize rivières (jūsan pouvant signifier 13 en japonais). Une troisième rappelle qu'à l'époque de Kamakura (1185-1333) il y avait un important port de commerce, à l'ouest du lac, au bord de la mer du Japon : le port Tosa (十三湊, Tosa-minato).
Localement, le lac est aussi appelé Jūsangata.

## Histoire
En 1990, des fouilles archéologiques le long de la bande de sable séparant le lac Jūsan de la mer du Japon, mettent au jour les ruines d'un ancien port datant de l'époque de Kamakura : le port Tosa. Ce port était le fief des clans Abe et Andō jusqu'au déclin de ce dernier au XVe siècle et un important centre d'échanges commerciaux entre Ezo, ancien nom de Hokkaidō, la Chine et la Corée.
En mai 2005, les ruines du port Tosa sont désignées site historique national.

## Écologie

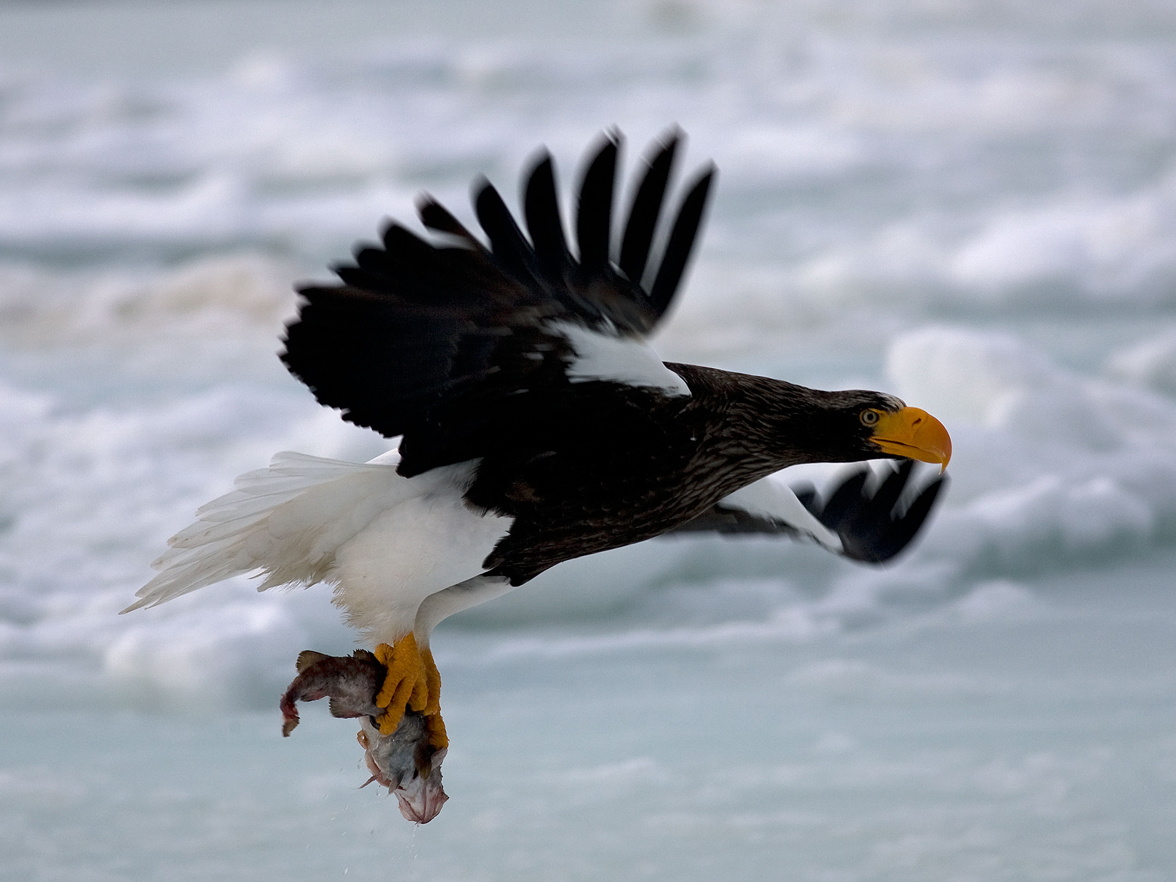
Le pygargue empereur.

Le lac Jūsan, séparé de la mer du Japon par une digue, est une sorte de lagon d'eau saumâtre dans lequel vivent le pagre tête noire, le Lateolabrax japonicus  et de nombreuses colonies d'une espèce japonaise de palourde comestible du genre Corbicula, une espèce qui peuple aussi les lacs Shinji (préfecture de Shimane) et Ogawara. Le ramassage de palourdes est strictement réglementé ; il n'est autorisé que de mai à octobre dans des zones du lac bien définies.
Le lac est un lieu d'observation ornithologique ; il est l'habitat naturel de nombreux oiseaux comme le cygne chanteur, le cygne siffleur et le grèbe huppé et un refuge temporaire pour l'oie des moissons, le fuligule milouinan et le pygargue empereur, une espèce asiatique de rapaces classée monument naturel national depuis janvier 1970.

## Thermalisme
Le lac Jūsan est entouré de quelques centres de thalassothérapie qui exploitent les propriétés curatives de l'eau salée du lac.